# Endemični sifilis v Sloveniji
Endemični sifilis v Sloveniji (tudi škrljevska bolezen ali žargonsko škrljevka po kraju Škrljevo v okolici Reke na Hrvaškem) je bila nevarna spolna bolezen, ki se je prenašala na nespolen način (skupno bivanje, uporaba istih predmetov) in to predvsem na območjih kmečkega prebivalstva oz. v predelih, kjer so bili higienski, socialni, ekonomski standardi nizki. Je ekstragenitalen tip sifilisa, ki se pojavlja s simptomi, kot so: ulceracije oz. razjede na vratu, v ustni votlini; zatrdline v danki; disfagija – motnje požiranja; bolezenske spremembe na koži ...

## Nastanek bolezni
Žarišče, s katerega se je škrljevska bolezen prenašala na območja slovenskega ozemlja, je bilo na Hrvaškem. Prenašalci bolezni so bili ljudje s slabimi higienskimi navadami. Bili pa so tudi zaznamovani, kajti znaki škrljevske bolezni so bili podobni znakom spolno prenosljivega sifilisa. 

## Dejavniki tveganja
Dejavniki, kot so: pretesna, neprimerna bivališča (brez čiste pitne vode, brez sanitarij, pomanjkanje toaletnih pripomočkov itd.), pomanjkanje oblačil in hrane – v tej zvezi so bili pomembni tudi nekateri tedanji pravni predpisi (npr. rimski način dedovanja) – velika virulenca bolezni, ter neosveščenost prebivalcev o pomenu higiene, so povzročili, da se je bolezen z lahkoto širila. Ogrožala je tako otroke kot odrasle, saj se je širila s tesnim stikom z bolnikom.

## Dunajska oblast in zdravniki z novimi informacijami
Bojazen z Dunaja o napredovanju bolezni je bila očitna. Dunajska oblast habsburške monarhije se je na več načinov trudila za zajezitev in izkoreninjenje bolezni. Njihova radodarnost je prispevala k temu, da so bili zdravljenja deležni celo najrevnejši. Zdravniško osebje na Slovenskem se je hitro odzvalo na razmere, informirali so ljudi z oklici (z njimi so dobili osnovna pojasnila o bolezni ter napotke, kam naj gredo v primeru okužbe), higienizirali domove okuženih, bolnišnično zdravili bolnike, pregledovali celotno populacijo na okuženih območjih ter tako sčasoma bolezen uničili.

## Pomen bolnišnice v Postojni in učinkovitost živega srebra
Bolnišnica je uradno začela delovati 18. maja 1818 in je pripomogla k izboljšavi razmer in končno tudi k omejitvi ter postopnem upadanju endemskega sifilisa. Najprej so se nameravali vseliti v nedokončano hišo v Stični, ki je bila v lasti državne banke. Kasneje so se nastanili v dvonadstropni zasebni Grošetovi hiši (v Postojni), ki so jo preuredili za potrebe bolnišnice. Učinkovitost bolnišnice bi lahko bila še večja, če je ne bi omejevale prostorske težave – pomanjkanje manjših sob, kamor bi lahko namestili hudo bolne –  pomanjkanje postelj, odej, ogrevalnih sredstev, čiste vode, zdravil, tehničnih pripomočkov, zdravstvenega osebja ...
Živo srebro – edino tedaj poznano učinkovito zdravilo – so uporabljali za zdravljenje bolnikov, okuženih s škrljevsko boleznijo. Bolečine zaradi stranskih učinkov (akutni merkurializem – zastrupitev z živim srebrom; izpadanje zob; razjede na črevesju in perforacije oz. predrtje le-tega; krvavo blato), ki so povzročili tudi smrt, so jim lajšali z raznimi opialnimi sredstvi (vino).
Zdravniško osebje (dr. Andrej Mozetič, dr. Julius Zeme, dr. Anton Jevnikar, dr. Johann Peter Frank, dr. Karl Bernhard Kogl, dr. Raimund Melzer) je na Slovenskem dvignilo zavest o pomenu higiene na višjo raven. Z vestnim delom, dobrim sodelovanjem, sistematskim pregledovanjem okuženih območij, izčrpnimi, natančnimi ter strokovnimi poročili, različnimi programi zdravljenja, in uveljavljanjem vseh vrst terapij so dosegli, da je endemski sifilis oz. škrljevska bolezen na Slovenskem začela zamirati in v približno 50 letih tudi izginila.